# Тиченор, Эдна
Эдна Тиченор (англ. Edna Tichenor; 1 апреля 1901 — 19 ноября 1965) — американская актриса эпохи немого кино.

## Биография
Тиченор родилась в Сент-Поле, Миннесота, в семье Айры Си Тиченора и Хэтти Тиченор (урождённой Крейг). К 1904 году семья переехала в Лос-Анджелес, где её отец стал вести рубрику о недвижимости в газете Los Angeles Examiner, затем стал финансовым редактором газеты Salt Lake City Telegram в Юте,  но в итоге вернулся в Лос-Анджелес.
Тиченор посещала начальную и среднюю школы в Лос-Анджелесе и окончила Long Beach Polytechnic High School. В 1919 году вскоре после окончания учёбы она вышла замуж за автомеханика Роберта Джея Спрингера. Супруги развелись в 1930 году.
Тиченор получила известность благодаря ролям в фильмах режиссёра Тода Браунинга: драме «Ради опиума» (1923), фильме ужасов «Лондон после полуночи» (1927) и драме «Шоу» (1927).